# ウメクリジニウム
ウメクリジニウム臭化物（Umeclidinium bromide）は長時間作用型抗コリン剤（LAMA）の一つである。単剤（商品名エンクラッセ）またはビランテロール（LABAの一つ）との合剤（商品名アノーロ）で、慢性閉塞性肺疾患（COPD）の長期管理に用いられる。また、ビランテロールおよびフランカルボン酸フルチカゾンとの３成分配合剤の内、テリルジー100エリプタが気管支喘息およびCOPDの長期管理に、テリルジー200エリプタが喘息の長期管理に用いられる。いずれもグラクソ・スミスクライン（GSK）の商品である。

## 禁忌
閉塞隅角緑内障の患者、前立腺肥大等による排尿障害がある患者、成分に過敏症のある患者には禁忌である。
心不全、心房細動、期外収縮またはこれらの既往のある患者には慎重投与とされている。

## 副作用
添付文書に記載されている重大な副作用は、心房細動（頻度不明） である。
そのほか、0.5%以上の患者に 頻脈、咳嗽、口内乾燥、便秘が発現する。
ビランテロールとの合剤ではさらにその副作用が加わり、0.5%以上に動悸が出現するほか、頻度不明の副作用として発疹、蕁麻疹、血管浮腫、咽頭炎、振戦、味覚異常、筋痙縮が追加される。

## 効能・効果
単剤およびビランテロールとの配合剤は慢性閉塞性肺疾患（慢性気管支炎・肺気腫）の気道閉塞性障害に基づく諸症状の緩解。
前述の通り、ビランテロール、フランカルボン酸フルチカゾンとの３成分配合剤の内、テリルジー100エリプタは、気管支喘息および慢性閉塞性肺疾患（慢性気管支炎・肺気腫）、テリルジー200エリプタは気管支喘息のみ。いずれも、長期管理に用いられ、急性増悪時の治療には適さない。